# Yasha-ga-ike
Demon Pond (夜叉ヶ池, Yasha-ga-ike) és una producció escènica filmada de Yasha-ga-ike, una obra de Keishi Nagatsuka basat en l'obra de 1913 d'Izumi Kyōka. La producció, dirigida per Takashi Miike, es va filmar davant un públic en directe i es va publicar en DVD al Japó el maig 25, 2005.

## Argument
Un home de Tòquio, Gakuen Yamazawa, passa per un poble de muntanya mentre torna d'una excursió d'estiu. La font de l'únic rierol del petit poble és l'estany del dimoni. Els habitants creuen que hi viu un drac i que l'aigua és verí. Allà coneix la Yuri Hagiwara, una dona que li demana que li expliqui una història. La seva segona història la molesta i ella es nega a deixar-lo quedar-se, però el seu marit Akira es desperta i dona la benvinguda a Yamazawa, el seu vell amic de Tòquio.
L'Akira havia marxat a recollir històries del camp, però creu que s'ha acabat convertint en una de les històries perquè ara és l'encarregat de tocar la campana local del poble a les matines, vespres i a mitja nit en comptes de vagar gaudint de la seva llibertat. Va fer la promesa a un home moribund de setanta-nou anys anomenat Yatabei que havia realitzat la mateixa funció durant cinquanta anys basant-se en la convicció que l'aigua de l'estany dels dimonis inundarà les zones poblades de la vall de Kotohiki sota el Pic de les Tres Províncies d'Echizen si si la campana no sona en els moments correctes. L'Akira ara es diu Yatabei, s'ha casat amb Yuri i es nega a tornar a Tòquio malgrat la instància de Yamazawa. Yamazawa decideix pujar a l'Estany dels Dimonis i l'Akira l'acompanya, deixant a Yuri responsable de la campana.
El cranc gegant Kanigoro i la carpa Koishichi són enviats de Demon Pond per Lady Myriad, la infermera de la princesa Shirayuki de Dragon Pond, per dir als habitants del poble que no hi haurà pluja malgrat les seves ofertes de ceràmica trencada i els caps de gats i gossos. Koishichi explica que la princesa està enamorada del príncep d’Estany Serpent al Cim Espasa al peu del mont Hakusan, però si vola cap a ell provocarà una inundació que matarà els vilatans, així que romandrà a Demon Pond mentre la campana sona en els moments adequats.
Un sacerdot bagre anomenat BNegre que representa el príncep d’Estany Serpent arriba amb una carta del príncep a la princesa de Demon Pond. Va rebre l'ordre de lliurar-lo mentre estava empresonat, fet que li va fer por que la carta pogués incloure instruccions perquè la princesa se'l mengés. El cranc gegant Kanigoro l'obre, però només hi ha aigua dins de la petita bústia que porta el bagre.
L'enamorada princesa Shirayuki està decidida a visitar el príncep, però la seva infermera Lady Myriad explica que està lligada a un vot fet pels seus avantpassats que no pot marxar mentre soni la campana en els moments adequats o, si no, els déus i els budes la maleiran a ella i als seus familiars de l'estany també, la qual cosa va provocar la seva destrucció juntament amb els humans. La princesa Shirayuki s'afanya a destruir la campana que sosté la seva presa, però just quan està a punt de colpejar-la, sent en Yuri cantant una cançó de bressol a la seva nina Taro perquè troba a faltar l'Akira. La princesa Shirayuki se sorprèn que la cançó de bressol pugui calmar el dolor d'en Yuri per haver perdut l'Akira i decideix no destruir la campana i fugir volant perquè també destruiria en Yuri.
Els vilatans ataquen Yuri quan està sola a casa seva aquella nit perquè tenen la intenció de sacrificar la noia més bonica del poble a un bou per la pluja. La lliguen però és alliberada per l'Akira, qui explica que en Yamazawa va decidir tornar amb la seva família quan va sentir la cançó de bressol d'en Yuri, així que van suspendre el viatge i l'Akira també va tornar a casa. Els vilatans es neguen a deixar que l'Akira s'emporti a Yuri perquè creuen que és un foraster però que pertany al poble. Arriba Yamazawa i adverteix als vilatans per les seves intencions, revelant-se com un sacerdot de la secta Honganji i professor a la Universitat de Tòquio. Argumenta que el Japó està frenat per l'adhesió a tradicions obsoletes com ara el bushidō. Demanen a Yuri però l'Akira els defensa amb la seva dalla i els diu que la princesa Shirayuki va ser una vegada una noia anomenada Yuki que va ser sacrificada a un bou i per venjança va calar foc a la palla que li posaven a l'esquena i la va enviar al poble per cremar-lo. El líder li diu a Denkichi que lluiti contra l'Akira, i ells lluiten, amb Denkichi fent servir un ganivet llarg i Akira la seva dalla. Quan l'Akira està ferit, l'Hatsuo, un dels vilatans que admira Yuri agafa la dalla i lluita contra Denkichi fins que la Yuri agafa la dalla i se suïcida amb ella. L'Akira se la porta com ell va prometre, demanant a Yamazawa que toqui la campana. Yamazawa accepta i entra al campanar just quan arriba la princesa drac, portant una onada de destrucció amb ella. L'Akira li diu a la Yuri que tenia raó tot el temps, i després es mata amb la dalla. La princesa drac desperta a Yuri perquè canti una cançó amb ella abans de marxar. La foto final mostra a Yamazawa com la nova campana amb Hatsuo a casa de Yuri sostenint la seva nina Taro.

## Repartiment
- Shinji Takeda com Akira Hagiwara
- Tomoko Tabata com a Yuri Hagiwara
- Ryūhei Matsuda com a Gakuen Yamazawa
- Yasuko Matsuyuki com a princesa Shirayuki
- Ken'ichi Endō com a Cranc Gegant / Representant
- Kitaro com a Bagre / Takuzen
- Tetsurō Tamba com a Yatabei

## Producció
Demon Pond va ser la primera producció escènica de Miike. La seva següent producció escènica va ser Miike Takashi × Aikawa Show: Zatoichi, filmat el 2007 i llançat en DVD el 2008.
La partitura musical va ser escrita pel col·laborador habitual Miike Kōji Endō, que abans havia treballat amb ell a Rainy Dog (1997), Full Metal Yakuza (1997), The Bird People in China (1998), Young Thugs: Nostalgia (1998), Ley Lines (1999), Audition (1999), Dead or Alive (1999), Man, Next Natural Girl: 100 Nights in Yokohama (1999), The City of Lost Souls (2000), Visitor Q (2001), Agitator (2001), The Happiness of the Katakuris (2001), Dead or Alive: Final (2002), Sabu (2002), Graveyard of Honor (2002), The Man in White (2003), Gozu (2003), One Missed Call (2003), Zebraman (2004), Three... Extremes (2004), i Izo (2004).

## Mitjans domèstics
El DVD de l'actuació filmada es va estrenar al Japó el 25 de maig de 2005. Conté una entrevista amb el director Takashi Miike com a funció especial.

## Recepció
El revisor Björn Becher de filmstarts.de va donar a la pel·lícula 3/5 estrelles, descrivint la primera meitat com a més plena d'humor i la segona com a més dramàtica.
En una crítica positiva de la pel·lícula, Michael Den Boer de 10kbullets.com va escriure que "Demon Pond és com una flor rara que demana ser vista per un públic més gran" i que "l'actiu més fort d'aquesta producció és l'actuació que és fascinant de dalt a baix."
Adam Symchuk, d'asianmoviepulse.com, va escriure que la pel·lícula "mostra la versatilitat de Miike com a director i mostra el que molts creuen que sempre ha estat la fortalesa més gran de Miike: la capacitat d'adaptar-se a qualsevol gènere i utilitzar la força del repartiment i els elements visuals per fer el seu treball."
Nicholas Sheffo de fulvuedrive-in.com va donar a la pel·lícula una nota de B−, anomenant-la "alguns dels millors treballs de Miike fins ara".
Álvaro Arbonés de skywaspink.com va escriure que la pel·lícula sembla que estava feta a mida per a Miike amb la seva "col·lisió del món real i el món de la fantasia, de la política i la comèdia, del teatre i el cinema."